# Паретова ефикасност
По критеријуму Парето ефикасности, односно оптималности, за друштвено благостање се може рећи да расте само ако расте индивидуално благостање бар једног појединца у друштву, а да истовремено никоме не опада. Дакле, промена је добра ако је некоме боље, а истовремено никоме није горе. 
Међутим, ако благостање неких људи расте, а других опада, Парето критеријум није у стању да да одговор шта се десило са укупним друштвеним благостањем, јер он полази од становишта да међусобно поређење користи људи није могуће.

## Компензациони текст
Као битна допуна Паретовог критеријума о могућности проширења његове употребе и на ситуацију у друштву где благостање једних опада а других расте, формулисан је тзв. компензациони тест. Компензациони тест проверава могућност да они који добијају неком друштвеном променом надокнаде штету онима који губе, а да при томе цело друштво остане на добитку.